# Rūdolfs Bangerskis
Rūdolfs Bangerskis (ros. Рудольф Карлович Бангерский; ur. 21 lipca 1878 w Taurupe, zm. 24/25 lutego 1958 w Oldenburgu) – rosyjski i łotewski wojskowy (generał) i SS-Gruppenführer, minister obrony Łotwy w okresie międzywojennym, inspektor generalny Łotewskiego Legionu SS podczas II wojny światowej.

## Życiorys
Służył w armii rosyjskiej. W 1901 ukończył Petersburską Junkierską Szkołę Piechoty.
Brał udział w wojnie rosyjsko-japońskiej w latach 1904–1905. W 1914 ukończył szkołę sztabu generalnego. Podczas I wojny światowej zajmował stanowiska dowódcze w różnych jednostkach rosyjskich, był m.in. dowódcą 17 Syberyjskiego Pułku Strzelców w stopniu pułkownika. W 1917 dołączył do wojsk białych, w ramach których dowodził kolejno dywizją, korpusem i grupą armii. Uczestnik Wielkiego Syberyjskiego Marszu Lodowego – prowadził kolumnę oddziałów 3 Syberyjskiej Armii, m.in. w czasie przeprawy przez rzekę Kan.
Po ich klęsce przyjechał na Łotwę, gdzie na początku lat 20. był dowódcą kilku dywizji w stopniu generała. W latach 1924–1925 i 1926–1928 sprawował stanowisko ministra obrony. W 1937 przeszedł w stan spoczynku.
Po zajęciu obszaru Łotwy przez Niemcy w 1941, podjął współpracę z okupantami. 1 marca 1943 został mianowany inspektorem generalnym nowo formowanego Legionu Łotewskiego SS w stopniu Legions-Brigadefuhrera der Waffen-SS. Jego zwierzchność uznawali też lotnicy Łotewskiego Legionu Luftwaffe. Kompetencje inspektora generalnego były jednak ograniczone, gdyż sprawował on tylko kierownictwo ideologiczne nad podległymi żołnierzami, reprezentował interesy łotewskie wobec dowództwa Wehrmachtu, Waffen-SS i policji, miał prawo do bliżej niesprecyzowanego nadzoru oraz inspekcji jednostek wojskowych i policyjnych złożonych z Łotyszy, a także nad opieką kulturalną i medyczną żołnierzy oraz zobowiązany był do tłumaczenia niemieckich rozkazów, instrukcji i regulaminów. Podległe inspektorowi komórki organizacyjne musiały zapewnić również dopływ kadr oficerskich i podoficerskich do podległych sobie jednostek oraz były odpowiedzialne za prowadzenie rekrutacji. Awansował na SS-Gruppenfuhrera i Generalleutnanta der Waffen-SS. 20 lutego 1945 Bangerskis stanął na czele Łotewskiego Komitetu Narodowego zorganizowanego w Poczdamie pod niemieckim zwierzchnictwem.
Po zakończeniu wojny został aresztowany 21 czerwca 1945 przez agentów brytyjskiego wywiadu w miejscowości Goslar. Do grudnia przebywał w różnych obozach jenieckich. 25 grudnia został przeniesiony do obozu dla tzw. dipisów (displaced persons) w Oldenburgu. Zginął tam w wypadku samochodowym 24/25 lutego 1958. Jego szczątki 16 maja 1995 zostały złożone na cmentarzu wojskowym w Rydze.